# Miloslav Pelíšek
Miloslav Pelíšek (19. listopadu 1855 Krouna – 6. listopadu 1940 Brno) byl český profesor deskriptivní geometrie na České technické vysoké škole v Brně (dále ČTVŠ).

## Život
Narodil se jako jednorozený syn evangelickému učiteli Josefu Pelíškovi (11. února 1827 – 5. března 1876) a Anně Hermíně, dceři reformovaného faráře, roz. Košutové (20. července 1831 – 4. září 1876), kteří byli sezdáni v roce 1851. Otec Josef koupil v Krouně grunt, kde se říkalo "U Němců" (někdejší Taussigova chalupa). Miloslav Pelíšek navštěvoval nižší reálku v Poličce a vyšší reálku Jihlavě. Roku 1876 začal studovat na Německé vysoké škole technické v Praze a matematiku na Karlově universitě v Praze. R. 1880 vykonal státní zkoušku z deskriptivní geometrie a matematiky a r. 1885 z fyziky pro vyšší reálné školy.
Od října 1881 se stal asistentem deskriptivní geometrie (u prof. Karla Küppera) a od r. 1882 matematiky na Německé vysoké škole technické v Praze, kde působil do r. 1886. Zde předložil r. 1885 habilitační spis: Wesen und Wirkung bildlicher Darstellungen. Vzhledem k tehdejší nemožnosti akademického postupu přerušil r. 1886 habilitační řízení a stal se učitelem České státní průmyslové škole v Plzni (do r. 1897), kde působil jako profesor. Od roku 1887 je profesorem Státní průmyslové školy v Praze (do r. 1908). Od r. 1895 je vládním komisařem pro inspekci průmyslových pokračovacích škol. R. 1896 byl jmenován dopisujícím a r. 1899 mimořádným členem Královské české společnosti nauk v Praze. Od roku 1908 supluje deskriptivní geometrii na ČTVŠ v Brně. V tomto roce se zúčastnil (zatím neúspěšně) konkurzu na řádné profesorské místo. V únoru 1909 je jmenován řádným profesorem. Jeho působením se od roku 1909/10 mění náplň předmětu deskriptivní geometrie. Na brněnské technice vedl i nepovinné přednášky. Ve školním roce 1911/1912 je děkanem odboru kulturního inženýrství; ve školním roce 1917/1918 děkanem odboru stavebního inženýrství (děkan Fakulty stavební Vysokého učení technického v Brně). Ústav deskriptivní geometrie ČTVŠ vedl od r. 1908 do r. 1925 a i poté na škole dále přednášel. V den svých 70. narozenin (19. listopadu 1925) byl jmenován čestným občanem Krouny, místa svého rodiště. V roce 1926 odešel do penze. Vědecky pracoval až do své smrti. Největších úspěchů dosáhl v kinematické geometrii, kde výsledky jeho prací o středech křivostí trajektorií neproměnné rovinné soustavy přešly jako "Pelíškova konstrukce" do učebnic.
Bydlel v Brně-Veveří, Smetanova ulice 53. Nikdy se neoženil, zůstal svobodný, neměl dědice. Rodnou Krounu navštívil naposledy na podzim v roce 1939. Svůj majetek odkázal (závětí sepsanou 12. října 1940 v sanatoriu v Brně-Králově Poli) vědeckým institucím (České akademii, Jednotě českých matematiků, Moravské přírodovědné společnosti a ČVŠT Brno; Nadaci pro chudé a nadané studenty České vysoké školy technické v Brně). Dům odkázal České akademii věd a umění. Rodné Krouně odkázal obnos 10 000 K.; úroky z tohoto odkazu měly být rozděleny každoročně v den jeho narozenin místním chudým. Po smrti byl zpopelněn v Krematoriu města Brna 12. listopadu 1940. Je pohřben na Ústředním hřbitově města Brna, Vídeňská 96, skup. H 3, hrob č. 19; bronzový portrétní reliéf vytvořil sochař Rudolf Hlavica v roce 1941 (reliéf byl odcizen v 90. letech 20. století), pomník zhotovil Karel Racek. O jeho hrob se dodnes stará (dle Pelíškovy závěti) brněnská pobočka Jednoty českých matematiků a fyziků.

## Odborné a zájmové organizace
- Česká akademie věd a umění (člen)
- Jednota českých matematiků a fyziků v Praze (čestný člen)
- Královská česká společnost nauk (člen od r. 1896)
- Moravská přírodovědecká společnost (člen)
- Spolek Kounicovy studentské koleje českých vysokých škol v Brně
- Brněnský odbor Jednoty českých matematiků a fyziků (dlouholetý místopředseda)

## Dílo
Napsal řadu vědeckých pojednání v češtině, němčině a francouzštině z nové geometrie, subjektivní perspektivy, deskriptivní geometrie a kinematické geometrie, matematiky a fyziky, z nichž některá vzbudila zájem zahraničních odborníků; mimo to napsal analýzy vědeckých děl z literatury české, německé, francouzské a anglické.

Nejdůležitější původní práce:

V Královské učené společnosti nauk
Ueber Normalen an Kegelschnitte u. damit verwandte Probleme (1883)
O místě os šroubových pohybů, jimiž lze přemístiti přímku v prostoru (1885)
Ueber perspektivische Restitution, Bewegung u. Verzerrung (1886)
Ueber eine specielle durch ein dioptrisches System bestimmte Raumcollineation (1886)
Ueber Wirkungen perspektivischer Darstellungen (1886)
Grundzüge der Reliefperspektive (1886)
Perspektivische Studien (1888)
Sur quelques généralisations d'une relation appliquée par Hamilton et Mannheim (1901)
V České akademii
O pohybu kloubového sborceného čtyřúhelníka (ojniční pohyb v prostoru) (1900)
V časopise pro pěstování mathematiky a fysiky
O základech perspektivy prostorové (1887)
O metrických relacích transversál (1896)
O středech křivosti kotálnic (1891)
Grunert-Hoppe's Archiv für Mathematik u. Physik v Berlíně
Ueber den Ort der Axen der Schraubenbewegungen für Ueberführung einer Strecke im Raume (1887)
Programmová práce
O zvláštním výtvaru svazku ploch druhého stupně s průmětnou řadou rovin druhého stupně (1889)
Na ČTVŠ vydal své přednášky:
Přednášky o deskriptivní geometrii spojené s projektivní geometrií a kinematickou geometrií (1922)